# يحيى حمودة
يحيى إسماعيل موسى حمودة (1909 –	16 يونيو 2006) محامي فلسطيني، كان ثالث نقيب لنقابة المحامين الأردنيين، وهو الرئيس الثاني لمنظمة التحرير الفلسطينية، وثالث رئيس للمجلس الوطني الفلسطيني.

## ميلاده وتعيلمه
ولد يحيى إسماعيل موسى حمودة في قرية لفتا قضاء القدس في مارس 1909، درس القرآن الكريم في القرية، ثم التحق بمدرسة الأيتام السورية، ودرس فيها الصفوف الأولى حتى عام 1919، ثم التحق بروضة المعارف بالقدس الشريف التي أسسها الشيخ محمد الصالح وكان يديرها اسحق درويش، ابن أخت الحاج أمين الحسيني مفتي القدس، وبقي في روضة المعارف لسنتين. والتحق عام 1921 بدار المعلمين، وعين بعد تخرجه كاتبا في دائرة حاكم اللواء.

## بدايته مع العمل السياسي
انخرط يحيى حمودة مبكراً في صفوف الحركة الوطنية الفلسطينية، وذلك أثناء ثورة 1936، فقام بجمع التبرعات دعما للثوار، فاعتقل لمدة أربع سنوات دون محاكمة، وأطلق سراحه بكفالة مالية، واتخذت بحقه إجراءات احترازية، حيث منع من مغادرة القدس، وفرضت عليه الإقامة الجبرية، ومع هذه القيود شل نشاطه السياسي في حينها. 
التحق في الثلاثين من عمره بمعهد الحقوق في القدس، وخلال دراسته في المعهد اُنتخب في 10 ديسمبر 1936 عضوًا في لجنة طلاب المعهد برفقة شكيب الجيوسي وآخرين وهي هيئة طلابية مهمتها الدفاع عن حقوق ومطالب طلبة المعهد، ثم حظرت عليه سلطات الانتداب البريطاني مواصلة الدراسة، وعقب زوال الحظر التحق بالجامعة الأمريكية في بيروت، وتخرج منها عام 1943، بحصوله على إجازة المحاماة، فعاد إلى القدس وفتح مكتبه الخاص في 23-7-1943.
انتقل إلى مدينة رام الله الفلسطينية بعد وقوع مجزرة دير ياسين في 9/4/1948، وأصدر صحيفة "الهدف"، بالتعاون مع برهان الدجاني، رافضاً آنذاك الإنتماء لأي حزب سياسي، لإيمانه الشديد بضرورة توحيد جهود الجبهة الوطنية الفلسطينية المقاومة للاستعمار. بادر وآخرون إلى تأسيس "الجبهة"، وهي تكتل سياسي ذو صبغة يسارية، وكان يحيى حمودة أول من دعا إلى إقامة علاقات مع الاتحاد السوفيتي، وبقي في صفوف الجبهة حتى عام 1957، وكانت الجبهة على علاقة جيدة مع  حكومة سليمان النابلسي (في الأردن)، حيث كان عضواً فيها، وعندما أجبر النابلسي على الاستقالة، تعرض أعضاء الجبهة للملاحقة والمطاردة والاعتقال من قبل الحكومة الأردنية، الأمر الذي أدى إلى اختفائه في ثنايا مخيم قلنديا شمال مدينة القدس.
بعد فترة من التخفي غادر البلاد تهريباً إلى شرقي الأردن، ومن هناك إلى سوريا، بمساعدة قوة عسكرية سورية كانت مرابطة قرب مدينة إربد ، وصدر بحقه حكماً غيابياً في الأردن بالسجن المؤبد، وسحبت الحكومة الأردنية جنسيته وجواز سفره، سافر بعد ذلك إلى العراق للمشاركة في مؤتمر عربي، ولم ترق له الحالة بسبب انتشار الخوف والإرهاب الذي مارسته وشنته حكومة عبد الكريم قاسم، فسافر إلى تشيكوسلوفاكيا عام 1959، وأقام فيها حوالي عامين، ثم سافر إلى ألمانيا الشرقية، وتعددت زياراته إلى الاتحاد السوفييتي. عندما تولى خالد العظم رئاسة الوزراء في سوريا، قرر يحيى حمودة السفر إلى سوريا مستفيداً من صداقة قديمة كانت تربط بينهما، وأثناء وصوله المطار لم يسمح له بالدخول لعدم حمله جواز سفر فاتصل بالعظم شخصياً. وأصدر العظم أمره بالسماح له بالدخول، وبقي في سوريا حتى عام 1964، إلى أن أصدرت الحكومة الأردنية عفواً خاصاً عنه في تشرين أول/أكتوبر من العام نفسه، فعاد إلى رام الله عبر مطار قلنديا.

## ترأسه لمنظمة التحرير الفلسطينية
في العام نفسه (1964) طلب أحمد الشقيري، رئيس منظمة التحرير الفلسطينية آنذاك، من المحامي يحيي حمودة ورفاقه الانضمام للمنظمة، فقوبل الطلب بالموافقة، على أن تكون القرارات، التي تتخذها المنظمة، جماعية والقيادة جماعية، وفيما بعد جرى إعادة تشكيل اللجنة التنفيذية لمنظمة التحرير الفلسطينية، وانتخب المحامي يحيي حمودة رئيساً لها، ولم يدم طويلاً في منصبه، إذ قدم استقالته في العام 1969، وترأس المجلس الوطني الفلسطيني.

## استقالته من رئاسة منظمة التحرير الفلسطينية
استقال يحيى حمودة من رئاسة المجلس الوطني الفلسطيني، وتفرغ لممارسة مهنة المحاماة في عمان حتى العام 1985، حيث تقاعد وعاش في الأردن.

## وفاته
توفي يحيى حمودة في عمان في 16 يونيو 2006.

## وصلات خارجية
يحيى حمودة - مؤسسة وكالة الأنباء والمعلومات الفلسطينية الرسمية - وفا